# Harry Shipp
Harrison Shipp (Lake Forest, Illinois, 7 de noviembre de 1991) es un exfutbolista estadounidense que jugaba de centrocampista.
El 16 de junio de 2020 anunció su retirada a los 28 años de edad.

## Primeros años e inicios
Shipp nació en Lake Forest, Illinois y estudió en la Escuela Secundaria Lake Forest. Mientras estudiaba jugó en un equipo de las divisiones inferiores del Chicago Fire, el Chicago Fire Juniors North. Luego de graduarse de la escuela, Shipp estudió en la Universidad de Notre Dame y jugó cuatro temporadas para el equipo de la universidad, anotando 23 goles y consiguiendo 24 asistencias en 83 partidos. Terminó su paso por la universidad ayudando al equipo a conseguir su primera aparición y victoria en la Copa Universitaria de la NCAA.
Después de la temporada 2013 fue nominado para el prestigioso Hermann Trophy, pero eventualmente perdió ante el delantero de Maryland, Patrick Mullins. No obstante, Shipp ganaría el premio al Jugador Ofensivo del Año de la Atlantic Coast Conference en 2013.
El hermano menor de Shipp, Michael, jugó al fútbol con él en Notre Dame. También tiene dos hermanas menores: Abby asiste a la Universidad de Denver y Sammy a la Universidad de Vanderbilt.

## Trayectoria

### Chicago Fire
En la exitosa campaña en la copa universitaria de Notre Dame, hubo mucha especulación sobre si Shipp sería elegible para entrar al SuperDraft de la MLS en 2013, o si podía ser fichado como futbolista de cantera por el Chicago Fire. Luego de que el Fire hiciera un intento por ficharle de esta última manera, algunos clubes de la MLS solicitaron a la liga que verifique si efectivamente Shipp clasificaba como un jugador de cantera.
Después de que la liga confirmara la condición de Shipp como jugador de cantera, el Fire fichó al futbolista bajo esta categoría, convirtiéndolo así en el tercer jugador en la historia del club en ser fichado directamente de la academia, después de Víctor Pineda y Kellen Gulley. Hizo su debut con el Chicago Fire jugando los 90 minutos de un partido frente al Portland Timbers el 26 de marzo de 2014. El 11 de mayo de ese mismo año, Shipp anotó su primer gol y su primer tripleta como profesional en la victoria como visitante 5-4 del Fire frente a Red Bull New York. El 7 de junio, dos meses más tarde, Shipp anotaría un doblete en la derrota 3-2 de Chicago frente al Seattle Sounders en el CenturyLink Field.